# Кузарєв Кал
Кузарєв Кал (словен. Kuzarjev Kal) — поселення в общині Ново Место, регіон Південно-Східна Словенія, Словенія. Висота над рівнем моря: 343,6 м.